# Vitis wenxianensis
Vitis wenxianensis är en vinväxtart som beskrevs av Wen Tsai Wang. Vitis wenxianensis ingår i släktet vinsläktet, och familjen vinväxter. Inga underarter finns listade i Catalogue of Life.